# 시치켄촌
시치켄촌(七軒村)은 야마가타현 니시무라야마군에 설치되었던 촌이다. 현재의 오에정에 해당한다.